# Muñeca de porcelana (juguete)

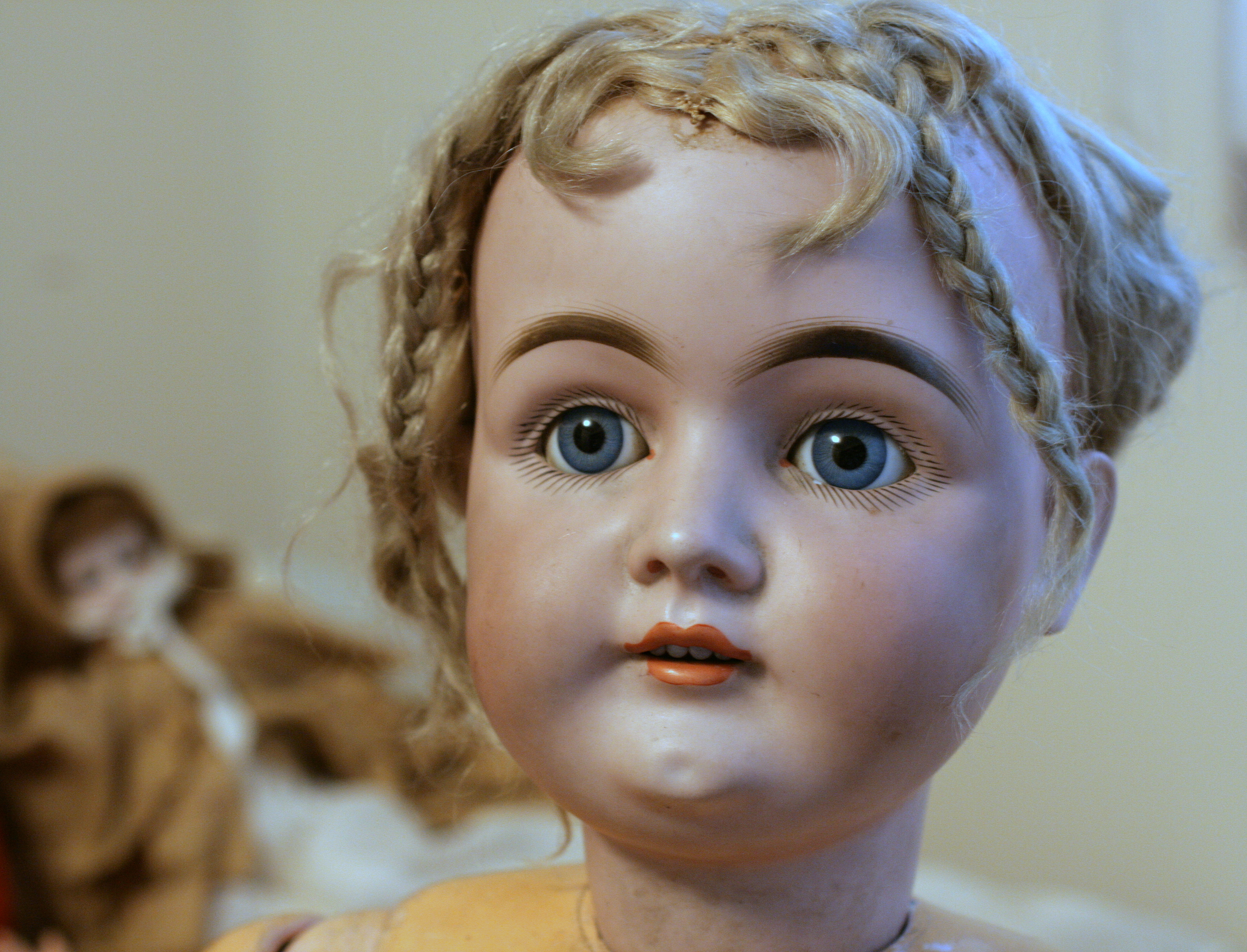
Una muñeca de porcelana alemana de alrededor de 1900.

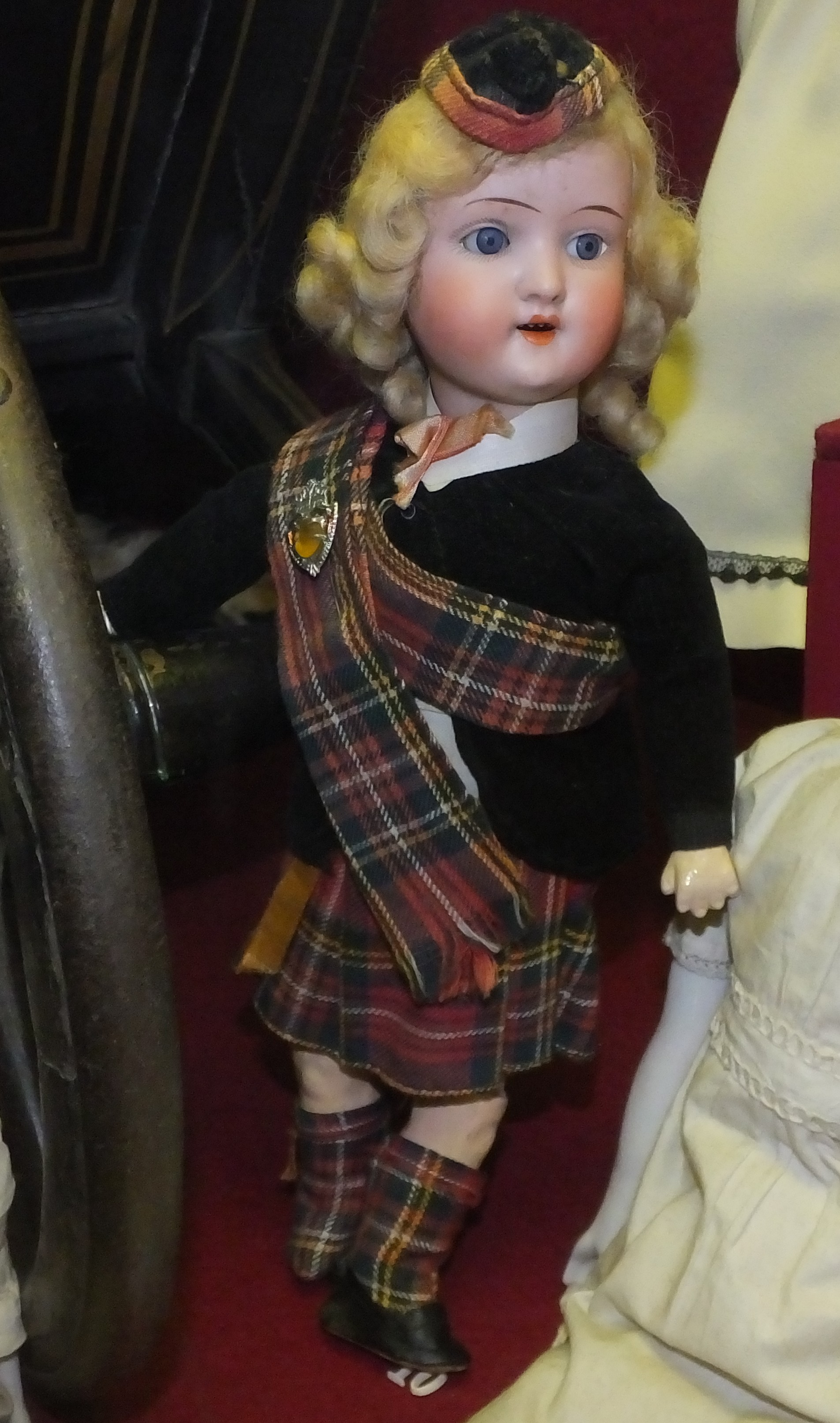
Muñeca de porcelana con traje escocés, 1910.

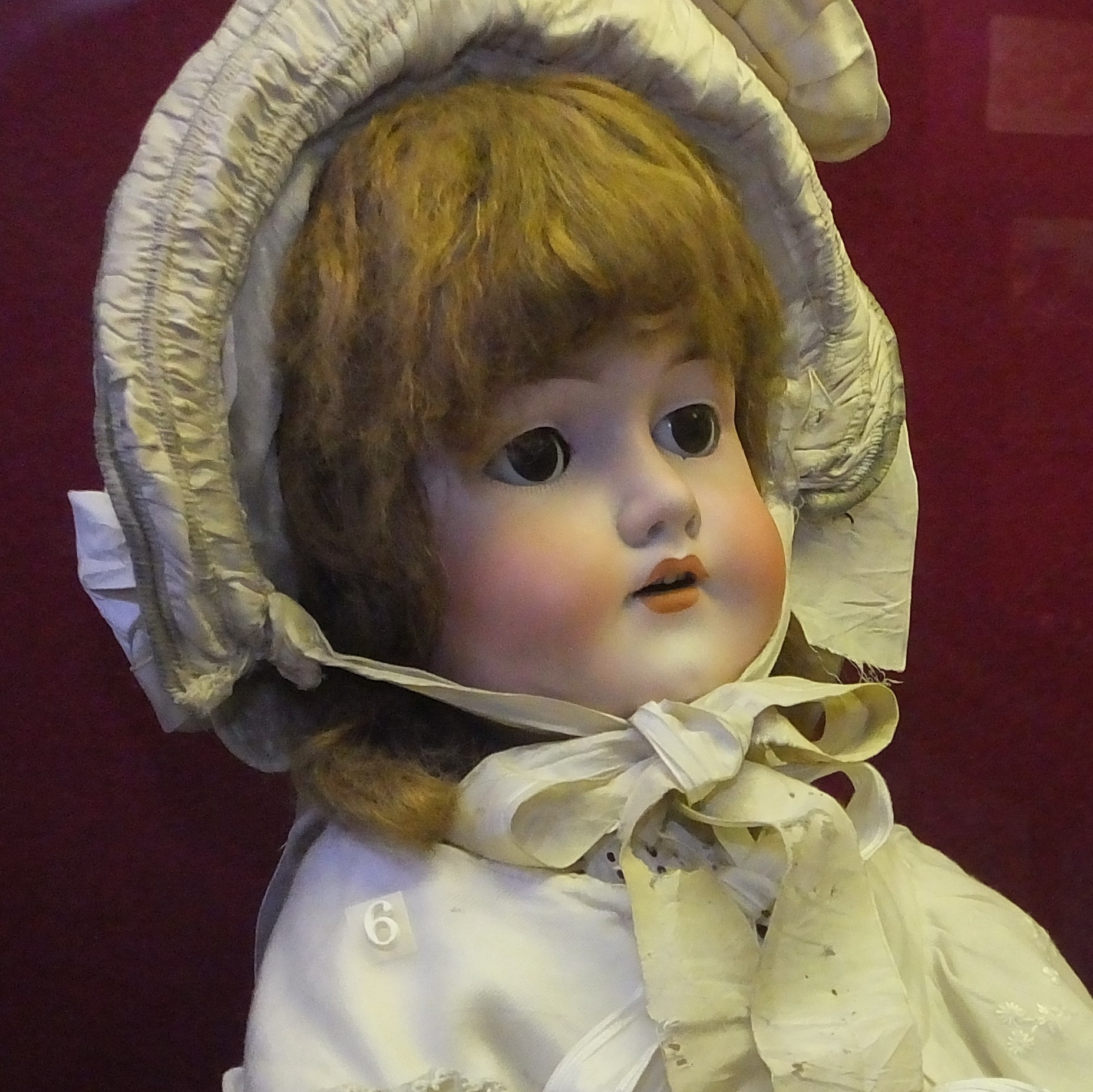
Muñeca de porcelana

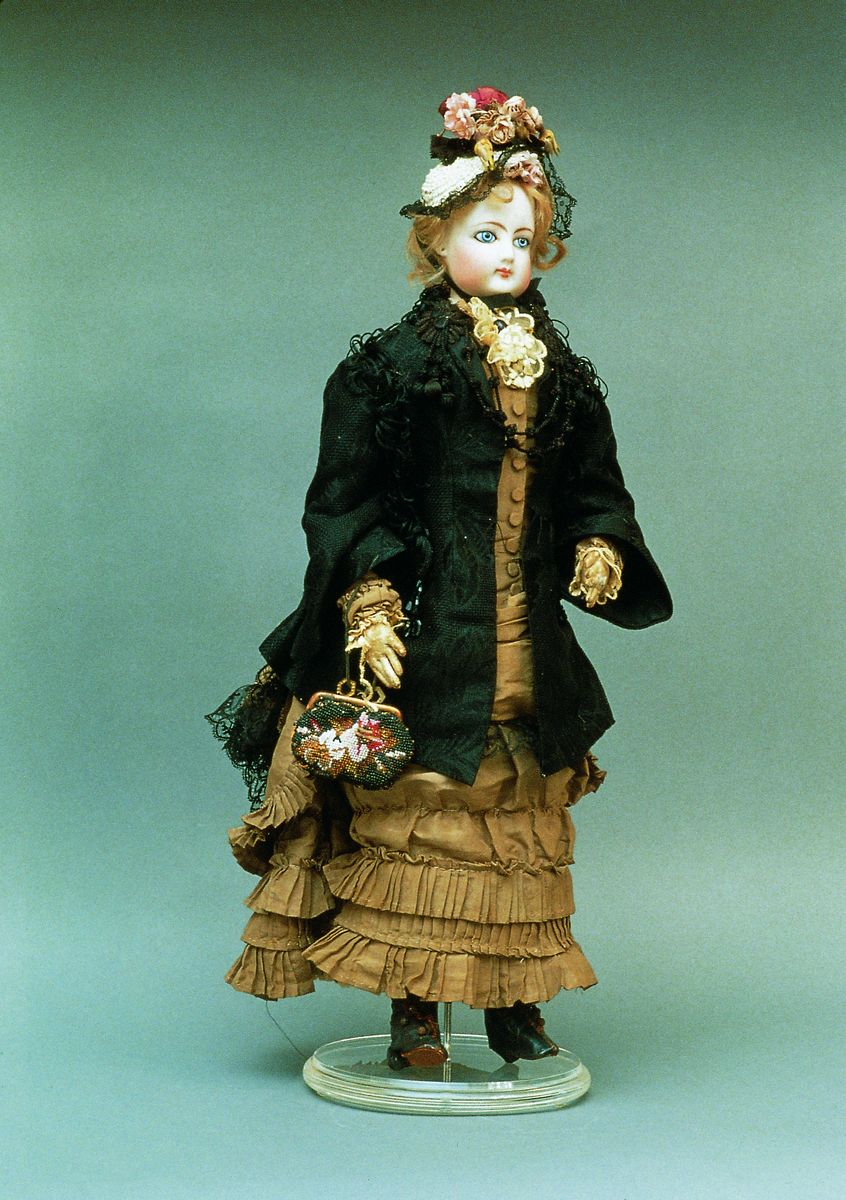
Muñeca de porcelana francesa a la moda, con un vestido de día contemporáneo, 1877.

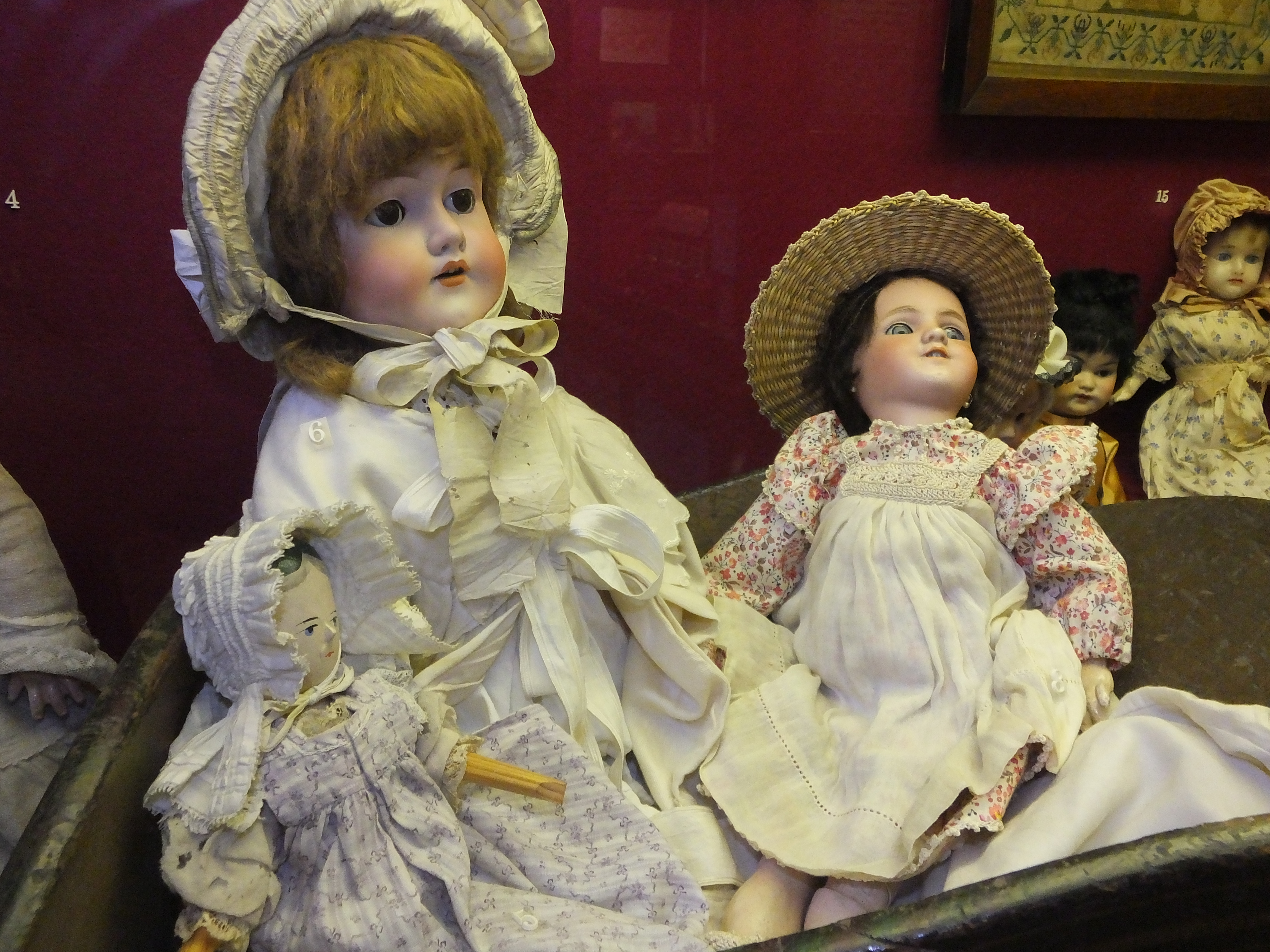
Muñecas de porcelana antiguas, en un museo en Kent, Inglaterra.

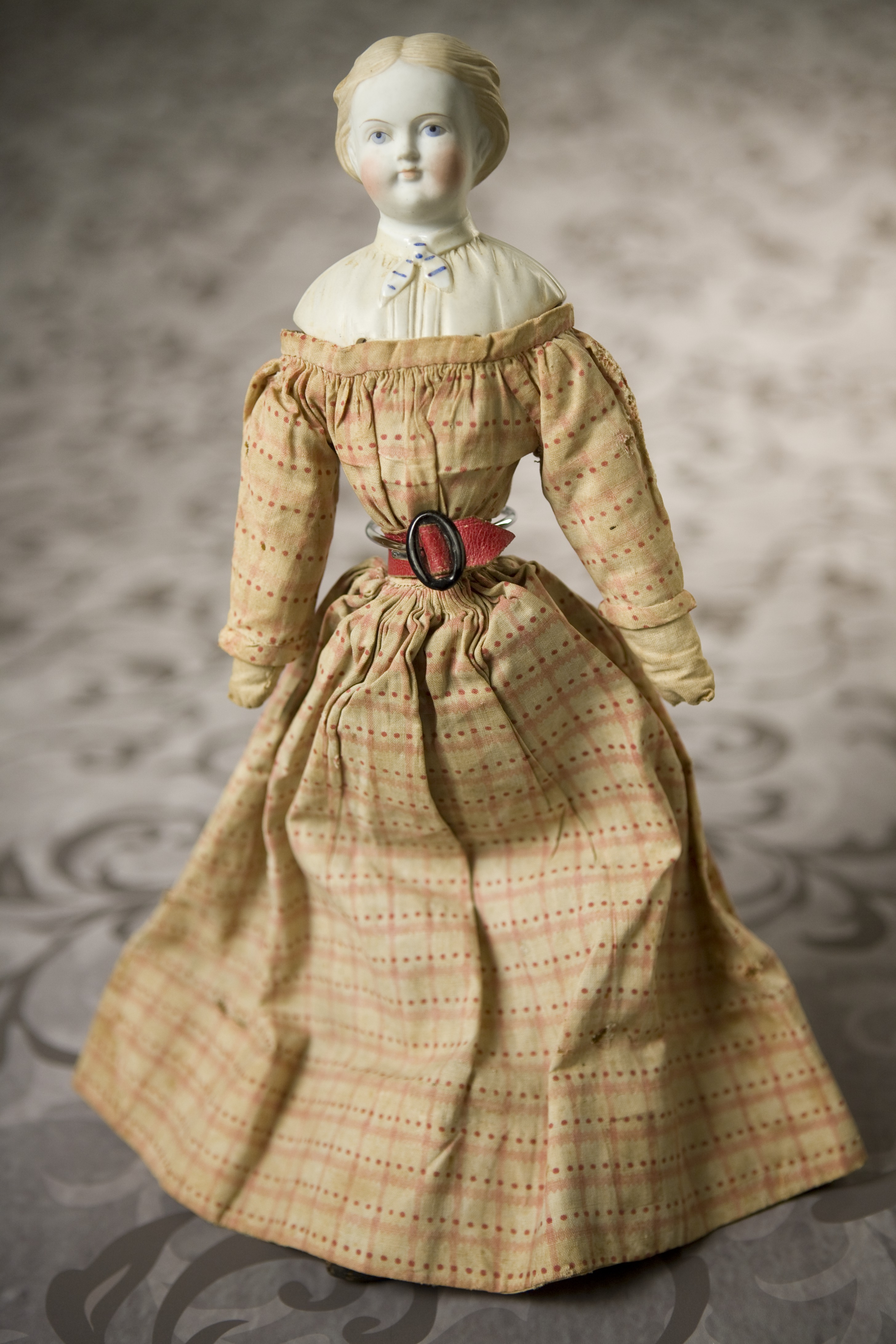
Muñeca parian, con cabeza de porcelana y cuerpo de tela, hacia 1870.

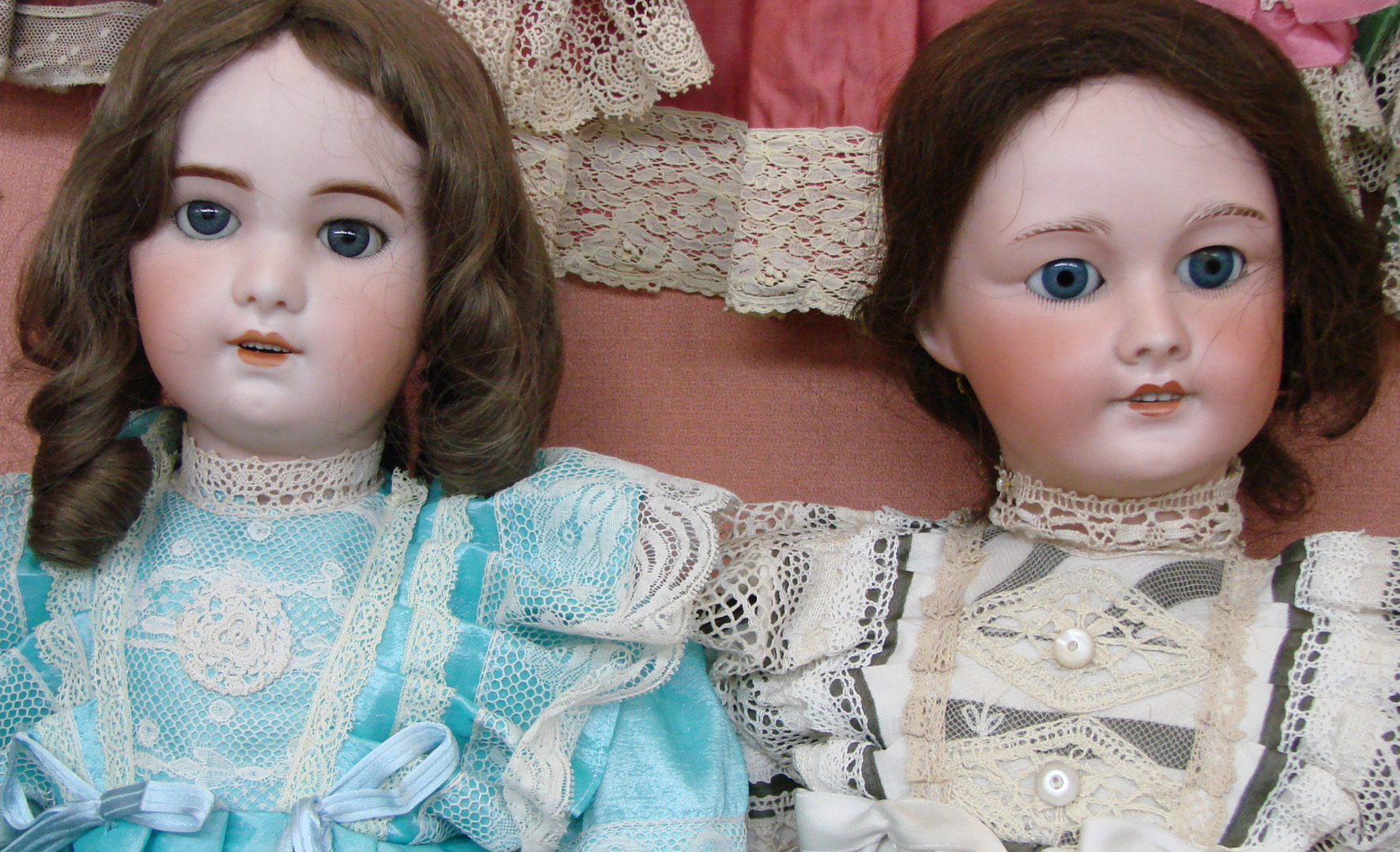
Muñecas de porcelana antiguas.

Una muñeca de porcelana, como dice su nombre, está fabricada total o parcialmente con material de porcelana. Se caracterizan por su aspecto realista y de superficie sedosa. Tuvieron su cumbre de popularidad entre 1860 y 1900 principalmente con muñecas hechas en Francia y Alemania. Son coleccionables, y las que son antiguas pueden valer miles de dólares hoy en día. Estos juguetes franceses y alemanes del siglo XIX eran pensados para el juego infantil, pero las muñecas de porcelana modernas son predominantemente hechas directamente para el mercado de coleccionismo.
Los coleccionistas cuando se refieren a muñecas antiguas, marcan una distinción entre muñecas de porcelana barnizada y las muñecas de porcelana esmaltada.

## Muñecas de porcelana
La mayoría de las muñecas de porcelana tienen la cabeza de ese material y un cuerpo hecho de otro material. Las muñecas de porcelana esmaltada muestran un tono de piel muy realista. La cabeza de porcelana está unida a un cuerpo hecho de tela o cuero, o de madera, o papel maché o cartón, una mezcla de pulpa, serrín, pegamento y materiales similares. Los cuerpos de las muñecas raramente son también de porcelana debido a su fragilidad y peso. Las muñecas de porcelana normalmente tienen los ojos de cristal. Varían ampliamente en tamaño, desde el tamaño natural a menos de una pulgada.
Cuándo se fabrica una, los materiales crudos cerámicos son moldeados a más de 1.260 °C. La cabeza después se pinta para crear los tonos de piel y características faciales, siendo horneadas otra vez después de cada capa. Las antiguas muñecas alemanas y francesas del siglo XIX se fabricaban como juguetes, pero las modernas son predominantemente producidas directamente para el mercado de coleccionistas.

## Historia
Las primeras muñecas de porcelana se fabricaron predominantemente en Alemania entre 1840 y 1880. Se fabricaban con porcelana china, dándoles un aspecto lustroso característico, y el cabello al principio se pintaba encima, siendo las autoperipatetikos y las muñecas china en general un ejemplo de ello. Las muñecas parisinas se fabricaban en Alemania con porcelana blanca esmaltada desde 1850 en adelante.

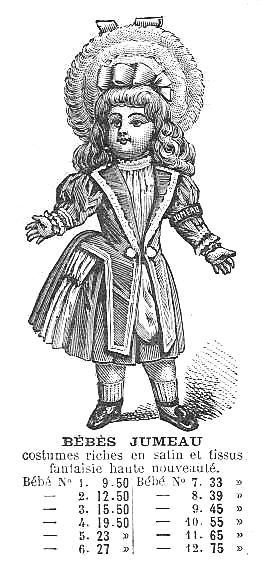
Grabado mostrando una muñeca de porcelana en un catálogo de la compañía francesa Jumeau, c. 1880

Las muñecas de porcelana francesas y alemanas coparon el mercado desde 1860, y su producción continuó hasta después de la Primera Guerra Mundial. Estas muñecas llevaban pelucas, habitualmente hechas de mohair o con cabello humano. Entre aproximadamente 1860 y 1890 eran muñecas a la moda, realizadas representando jovencitas, para que las niñas de familias ricas jugaran a vestirlas con prendas de moda contemporánea. Estas muñecas provenían de compañías francesas como Jumeau, Bru, Gaultier, Rohmer, Simone y Huret, aunque sus cabezas eran a menudo fabricadas en Alemania. En el Paso Choiseul, en el área de París, una industria floreció haciendo ropa y accesorios para las muñecas.
A finales del siglo XIX, casi todas las muñecas representaban jovencitas, lo que supuso un gran cambio pues hasta entonces las muñecas solían representar niñas. Las más solicitadas eran las Bébés de fabricantes de muñecas como Jumeau, Bru, Steiner y Gaultier, que tuvieron gran popularidad entre 1860 y 1880. Eran muñecas de alta calidad. En la década de 1890 los fabricantes de muñecas alemanes lanzaron al mercado muñecas menos caras, aumentando las ventas al hacerlas algo más accesibles. En respuesta, los fabricantes de muñecas franceses empezaron a fabricar muñecas como consorcio bajo el nombre Société Française de Fabrication de Bébés et Jouets (S.F.B.J.) Pero estas últimas Bébés era a menudo de calidad inferior.
Las muñecas alemanas con aspecto de niña fueron las predominantes entre 1890 y 1930. Las primeras son a menudo referidas como muñecas dolly-faced y fueron producidas por compañías como Armand Marseille, Simon & Halbig, K*R, y Kestner. Muchas procedían de la región de Turingia, la cual posee los depósitos naturales de arcilla utilizados en la fabricación de las muñecas. Las compañías dominantes de inicios del siglo XX como Kämmer y Reinhardt, Heubach y Kestner empezaron a hacer más realistas y expresivas las muñecas de aspecto infantil, recibiendo el posterior apodo de dolly-faced (en inglés, cara aniñada).
Muñecas de porcelana baratas conocidas como penny dolls (en inglés, Muñecas a penique) se hicieron comunes desde los últimos años del siglo XIX hasta los años 1930. Eran inarticuladas y hechas de una sola pieza de porcelana. Algunos fabricantes alemanes como Kestner también fabricaron por entonces muñecas enteramente de porcelana pero articuladas en cuellos, brazos y piernas.
La porcelana era el material más común para las cabezas de muñeca europeas hasta el inicio del siglo XX, cuándo el cartón piedra (o composite) obtuvo el favor. La producción de muñecas de cartón era fuerte en los Estados Unidos. Las muñecas Kewpie de principios del siglo XX eran todavía de porcelana, y el celuloide fue entonces también un material popular, a pesar del peligro de fuego.
Las muñecas de porcelana fueron hechas como productos comerciales de juguete en Alemania más que para el mercado de coleccionismo hasta finales de los años 1930 y Japón también produjo muchas pequeñas muñecas de porcelana en los años 1920 y 1930, a menudo pintadas en frío al óleo, por lo que se despintaban luego fácilmente. 
Sobre la misma época, justo antes de la Segunda Guerra Mundial, se inició en los EE. UU. el pasatiempo de coleccionar y reproducir muñecas, en primer lugar elaborando las cabezas a partir de los moldes de entre 1860 y 1870, con artistas de la muñeca como Emma Clear. La reproducción artesanal de muñecas de porcelana creció lentamente como hobby en los Estados Unidos en los años 1950 y 1960, expandiéndose desde los 1970 y sobre todo desde los 1980 a Europa, Gran Bretaña y Australia, vía compañías que suministraban moldes, retales y accesorios como Seeley's y Wandke, la cual creó una red a gran escala de clases y seminarios. Otra rama del arte basado en la antigua muñeca de porcelana emergió también en EE. UU. durante los años 1940: las "artist dolls" o "muñecas de artistas" que eran creaciones originales diseñadas y moldeadas sin copiar los modelos del siglo XIX y principios del XX. Estas muñecas se fabrican expresamente para el mercado de coleccionistas adultos.
En los años 1980 las muñecas de porcelana tuvieron un resurgimiento con el crecimiento del mercado de coleccionistas y la producción en los últimos años del siglo XX empezó a trasladarse a China. China produjo muchas muñecas de porcelana a precios económicos que se vendían en los departamentos de descuento y en las cadenas de tiendas a menudo como objetos decorativos. Esta producción era a escala industrial en lugar del hobby a escala menor. Producidas en masa las muñecas de porcelana todavía pueden ser encontradas alrededor de todo el mundo en los almacenes y tiendas chinos. También industriales pero más caras, las muñecas de porcelana también pueden adquirirse mediante compra por catálogo o en tiendas de regalos o incluso en jugueterías exclusivas como decoraciones para habitaciones de chicas. La reproducción de modelos antiguos y los modelos de artistas también se mantienen pero la afición ya no es tan grande como en los años 1980.

## Coleccionismo
Las muñecas de porcelana antiguas son coleccionables y pueden ser bastante valiosas. La más cara muñeca de porcelana fue vendida por £242.500 (una muñeca artística fabricada por Kämmer & Reinhardt). Pero los precios varían ampliamente dependiendo de la calidad y condición en que se encuentre la muñeca. La calidad preferible de la porcelana la muestra traslúcida sin manchas o agujeros. Las muñecas que están pintadas con más habilidad y detalle son las más valoradas. Otras cualidades apreciadas incluyen bocas cerradas y expresiones que no son "bonitas", como un rostro lloroso. Los cuerpos articulados son más buscados que los inarticulados de madera, y estos a su vez se valoran más que los de cartón piedra o cuero.
Muñecas francesas a la moda de 1860-1890 tienen generalmente un valor por encima de los $2.000, y muñecas de fabricantes como Jumeau, Bru y Huret pueden valer por encima de los $20.000. Las Bebés francesas de Jumeau y Bru generalmente llegan a varios miles de dólares, mientras las muñecas más tardías de S.F.B.J pueden valer sólo unos pocos cientos. Entre las muñecas alemanas, las faced-doll son las más apreciadas. Los precios más bajos, solo unos cuantos cientos de dólares, se pagan por muñecas como las de Armand Marseille y los tipos más comunes de muñecas Kestner. Las muñecas sin marca cuyo fabricante no puede ser identificado en concreto también obtienen precios más bajos, pero  hay muchas excepciones. Las pequeñas muñecas de porcelana penny-dolls pueden ser encontradas también a precios bajos. Las muñecas de porcelana de Carl Horn son una excepción, alcanzando los $150 una pieza de 1" de altura toda en porcelana.